# Ask the Mountains
Ask the Mountains är en EP med tre låtar som är resultatet av ett samarbete med Vangelis och Stina Nordenstam. Vangelis har komponerat, arrangerat och framfört all musik, Stina Nordenstam har skrivit texterna och sjunger.

## Låtlista
1. "Ask the Mountains" (Single version) - 5:51
2. "Slow Piece" - 4:50
3. "Ask the Mountains" (Extended version) - 8:10